# سردارشهر
سردارشهر (به انگلیسی: Sardarshahar) یک منطقهٔ مسکونی در هند است که در شهرستان چورو واقع شده‌است.
این شهر به نام شاهزاده سردار سینگ، شاه بیکانر نام‌گذاری شده‌است.

## خصوصیات
سردارشهر  ۹۵٬۹۱۱ نفر جمعیت دارد.